# ポイアース
ポイアース（古希: Ποίας、古代ギリシア語ラテン翻字: Poíās）はギリシア神話の人物。長母音を省略してポイアスとも表記する。タウマコスの息子。デーモーナッサを妻とし、息子にピロクテーテースがある。
アポロドーロスはポイアースをアルゴナウタイの一人に数え、ヒュギーヌスはポイアースでなくピロクテーテースをアルゴー船の乗員としている。アルゴー船がクレーテー島でタロースに襲われたとき、メーデイアがタロースを騙して倒したとされるが、ポイアースがタロースのかかとを射抜いて殺したという説もある。
ヘーラクレースが最期を迎えるとき、オイテー山で火葬壇を築きいてその上に登り、壇に火を付けるように命じたが、だれもこれに従おうとしなかった。そこへ羊の群を探して通りかかったポイアースが火を付けた。ヘーラクレースはポイアースに弓を与えた。ヒュギーヌスでは、ピロクテーテースがヘーラクレースの火葬壇を築き、ヘーラクレースの弓を譲られたとする。この弓は、後に予言者カルカースによって、トロイア戦争でギリシア勢が勝利する条件とされた。